# Olympische Winterspiele 2018/Teilnehmer (Hongkong)
| Gelbes Symbol für Goldmedaillen mit stilisierten Olympischen Ringen | Graues Symbol für Silbermedaillen mit stilisierten Olympischen Ringen | Braundes Symbol für Bronzemedaillen mit stilisierten Olympischen Ringen |
| ------------------------------------------------------------------- | --------------------------------------------------------------------- | ----------------------------------------------------------------------- |
| —                                                                   | —                                                                     | —                                                                       |

Bei den Olympischen Winterspielen 2018 nahm Hongkong mit einer Athletin im Ski Alpin teil. Arabella Ng, die bei der Eröffnungsfeier auch als Fahnenträgerin fungierte, startete im Slalom und Riesenslalom.

## Teilnehmer nach Sportarten

### Ski Alpin
| Athleten     | Wettbewerbe | 1. Lauf       | 2. Lauf       | Gesamt        | Gesamt |
| Athleten     | Wettbewerbe | Zeit          | Zeit          | Zeit          | Rang   |
| ------------ | ----------- | ------------- | ------------- | ------------- | ------ |
| Frauen       |             |               |               |               |        |
| Arabella Ng  |             |               |               |               |        |
| Riesenslalom | 1:27,25 min | 1:23,29 min   | 2:50,54 min   | 56            |        |
| Slalom       | DNF         | ausgeschieden | ausgeschieden | ausgeschieden |        |